# Доктор (картина)
«Доктор», также «Врач» (англ. The Doctor) — картина английского художника Люка Филдса, написанная в 1891 году. На ней изображён викторианский врач, который наблюдает за больным ребёнком в критическом состоянии, в то время как родители беспомощно смотрят со стороны. Эта картина часто используется для иллюстрации качеств хорошего врача и трудностей медицинской профессии. Существует несколько теорий о том, что могло повлиять на её создание, но, скорее всего, она основана на собственном опыте Филдса, связанном со смертью его сына. Стремясь сконцентрировать внимание зрителя на взаимоотношениях врача и пациента, Филдс не стал изображать на картине обычные для той эпохи медицинские инструменты.

## История

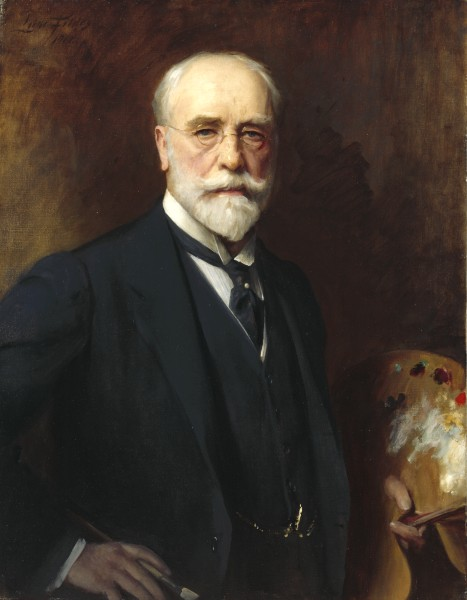
Автопортрет Люка Филдса, 1911. Королевская академия искусств, Лондон.

### Заказчик
В 1890 году британский филантроп и промышленник Генри Тейт заказал у Филдса картину в жанре социального реализма, которую планировалось выставить в Национальной галерее британского искусства (теперь известной как Британская галерея Тейт). При этом Тейт предоставил художнику свободу в выборе темы. Филдс получил три тысячи фунтов стерлингов за свою работу — сумму, которую он считал слишком маленькой для такого произведения, и меньше, чем он обычно получал за рисование портретов.
По другой версии, картина была заказана королевой Викторией, чтобы почтить её личного врача, сэра Джеймса Кларка, который был отправлен в замок Балморал для ухода за больным ребёнком одного из слуг.

### События, повлиявшие на картину

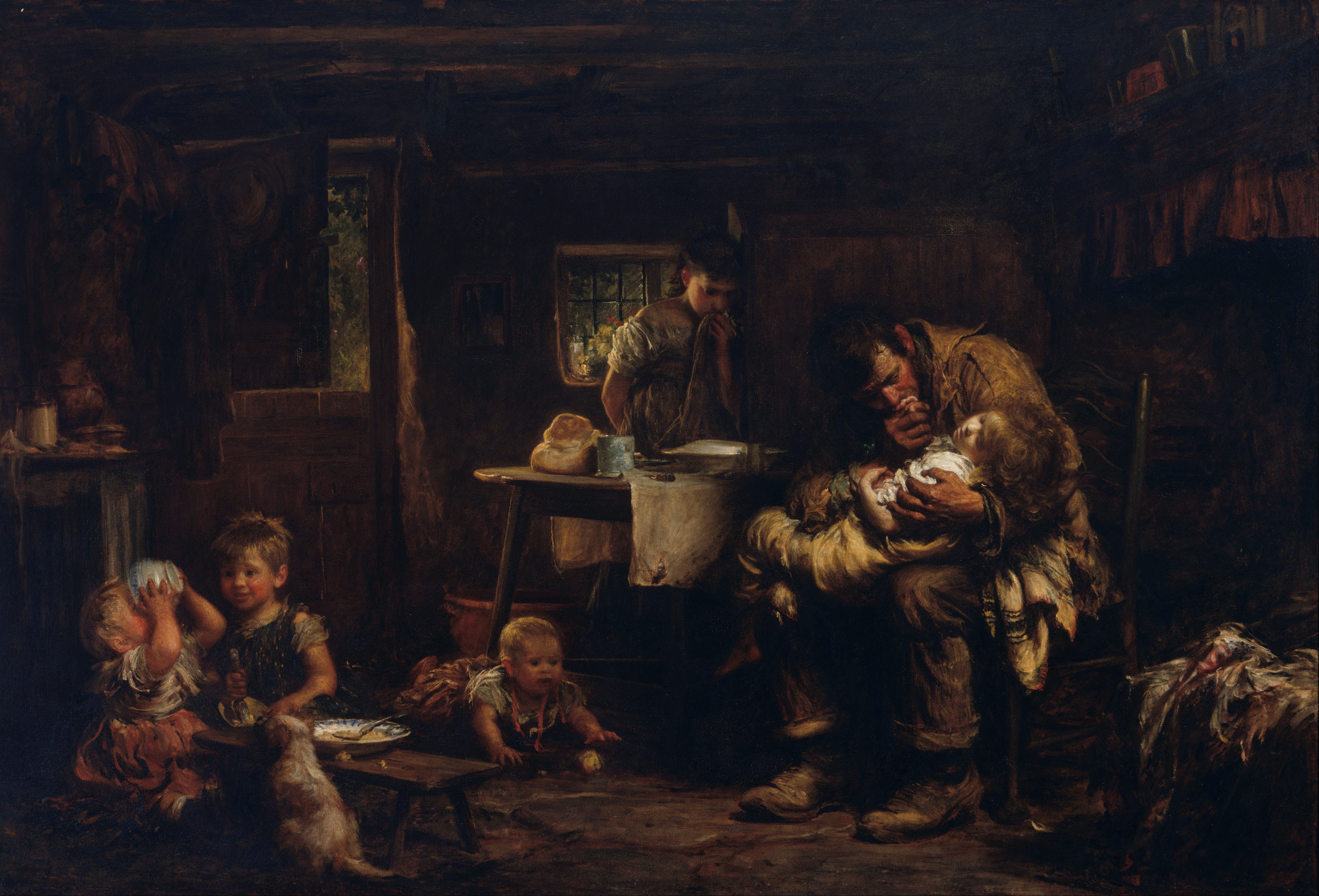
«Вдовец» (The Widower), Люк Филдс, 1876. Предшественник «Доктора».

Вероятно, наибольшее влияние на картину оказала смерть первого ребёнка Филдса, его годовалого сына Филиппа, от брюшного тифа в рождественское утро 1877 года. Биограф Филдса писал, что смерть мальчика сподвигла художника написать картину о сострадательном докторе Мюррее, посещавшем умирающего Филиппа. Позже эта история была подтверждена вторым сыном Филдса, который описывал «Доктора» как «написанную быстрее всех из его „больших“ картин».
Картина «Вдовец» (англ. The Widower), написанная Филдсом в 1876 году, может считаться предшественником «Доктора», так как содержит множество схожих элементов: забота о больном ребёнке, мрачная атмосфера, убогий интерьер и слабый свет из окна. Вдохновением для «Вдовца», в свою очередь, послужил случай, произошедший с автором во время работы над полотном «Голодные и бездомные» (англ. Houseless and Hungry): он заметил, что один из рабочих, позировавших для картины, пронёс с собой в студию ребёнка.
Беспокойства общества XVIII и XIX веков в связи с развитием научной медицины также могли повлиять на художника. Сам он говорил, что стремился «запечатлеть статус врача в наше время».

### Работа над картиной
Филдс работал в своей лондонской студии, где он тщательно воссоздал интерьер дома рабочего, включая такие детали, как кровельные стропила, абажур и освещение. Для этого он посещал множество подобных домов на северо-востоке Шотландии.
Моделями для картины стали, скорее всего, члены семьи Филдса. Вероятно, моделью для больной девочки была его дочь (однако вытянутая рука ребёнка была срисована с его старшего сына). Для образа матери была специально нанята натурщица. Согласно некоторым сообщениям, несколько врачей посещали студию Филдса, надеясь стать моделями для центральной фигуры картины; несмотря на это, в окончательной версии доктор напоминает скорее самого художника. Он руководил моделями, используя свои собственные фотографии в нужных позах.
В ходе работы было сделано несколько эскизов, изображающих различные варианты композиции: врача, находящегося на правой стороне холста; ребёнка, который сидит, а не лежит; различные выражения лица врача. Эти эскизы находятся в галерее Тейт.

## Композиция

### Доктор и пациент

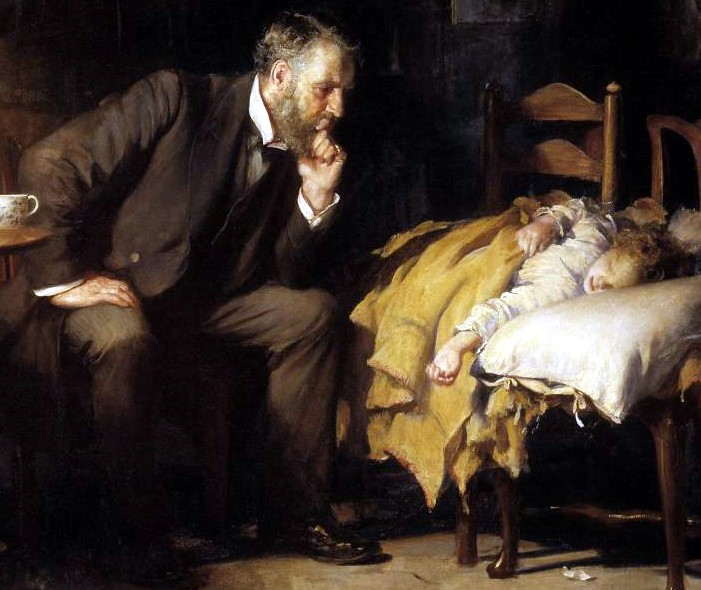
Доктор и пациент (деталь)

В центре картины — сострадательный врач и больная девочка, которая пережила критическую стадию потенциально опасной для жизни болезни; все остальные находятся в тени. Свет зари, падающий в комнату через окно, олицетворяет выздоровление и надежду, поскольку ребёнок сумел пережить ночь.
Сконцентрированное внимание врача на ребёнке помогает показать пациента с человеческой стороны, а также подчеркнуть, что доктор сочувствует его страданиям. В 2002 году Колин Дуглас писал в «British Medical Journal»: «Итак, его манера — всё, и Филдс запечатлел её навечно: нахмуренные брови; рука, поддерживающая крепкий бородатый подбородок; спокойная, заинтересованная власть».

### Родители
Родители не являются центральными персонажами картины, они незначительны и беспомощны. Доминирующий отец поддерживает свою более слабую жену, положив ладонь ей на плечо. Кажется, она плачет и, возможно, молится. Мужчина, однако, так же беспомощен, как и его жена; он внимательно смотрит на доктора и на свою дочь.

### Освещение и интерьер комнаты
Особое внимание при работе над картиной уделялось тому, чтобы у комнаты был бедный викторианский вид. Бедность семьи подчёркивает небольшой коврик на полу. Два стула, поставленных вместе, создают импровизированную кровать. На полу также лежит несколько скомканных бумажек; скорее всего, это выписанный рецепт, который был с досадой разорван и выброшен. Весьма незаметная бутылка с лекарством стоит на столе в тени лампы, в непосредственной близости от врача и под его контролем. Искусственный свет от лампы и естественный свет от восходящего солнца, который начинает пробиваться сквозь единственное окно в комнате, указывают на то, что врач находился в доме рабочего всю ночь.
Отдавая должное своим семейным корням в рыбной промышленности, Филдс добавил в интерьер комнаты рыболовную сеть, свисающую с потолка (его отец был моряком и судовым агентом).

## Историческая точность
Хотя в своей картине Филдс стремился «запечатлеть статус врача в наше время», его отображение здравоохранения XIX века не совсем точно́. У врача нет стетоскопа, микроскопа, сфигмоманометра или термометра — известных медицинских инструментов той эпохи, которые помогали экономить время. Возможно, художник отказался от изображения этих инструментов, чтобы показать профессиональную и личную заинтересованность врача. Однако Филдс включил в картину пест и ступу, а также чашку и ложку — инструменты, которые использовались врачами ещё до развития научной медицины.
Также маловероятно, что викторианский врач совершил бы ночной домашний визит к бедной семье, так как такие услуги были доступны только среднему и высшему классам.

## Восприятие и наследие

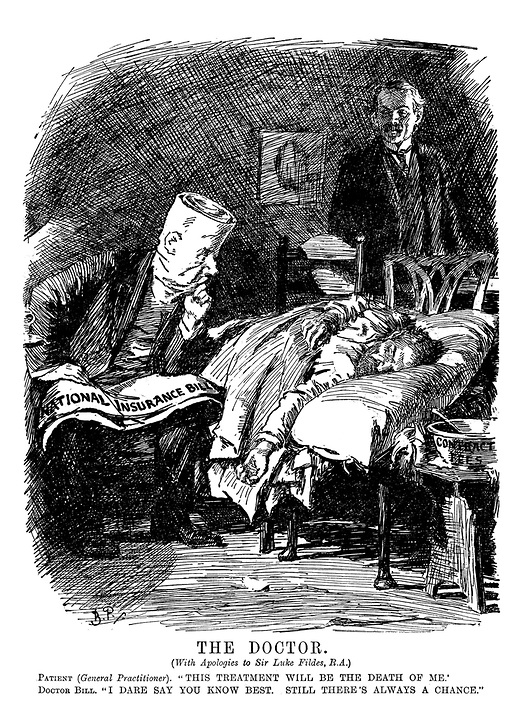
Пародия Бернарда Партриджа на картину «Доктор», опубликованная в 1911 году в журнале «Punch» и комментирующая последствия «Закона о государственном страховании» 1911 года

Картина была впервые выставлена в 1891 году. Она привлекла внимание общественности и впоследствии выставлялась по всей Великобритании, где её встретили с восхищением; согласно одному сообщению, зритель на одной из выставок был так потрясён картиной, что скончался на месте. Она считается одним из самых известных изображений медицинской практики и была охарактеризована как «знаковая». Картина олицетворяет идеал медицины и часто используется для иллюстрации качеств хорошего врача и трудностей медицинской профессии. Некоторые исследователи считают её одним из самых ярких представителей викторианской живописи. Изображение врача как героя, обслуживающего бедных, повысило статус этой профессии в тот период, когда медицинская помощь становилась всё более обезличенной.

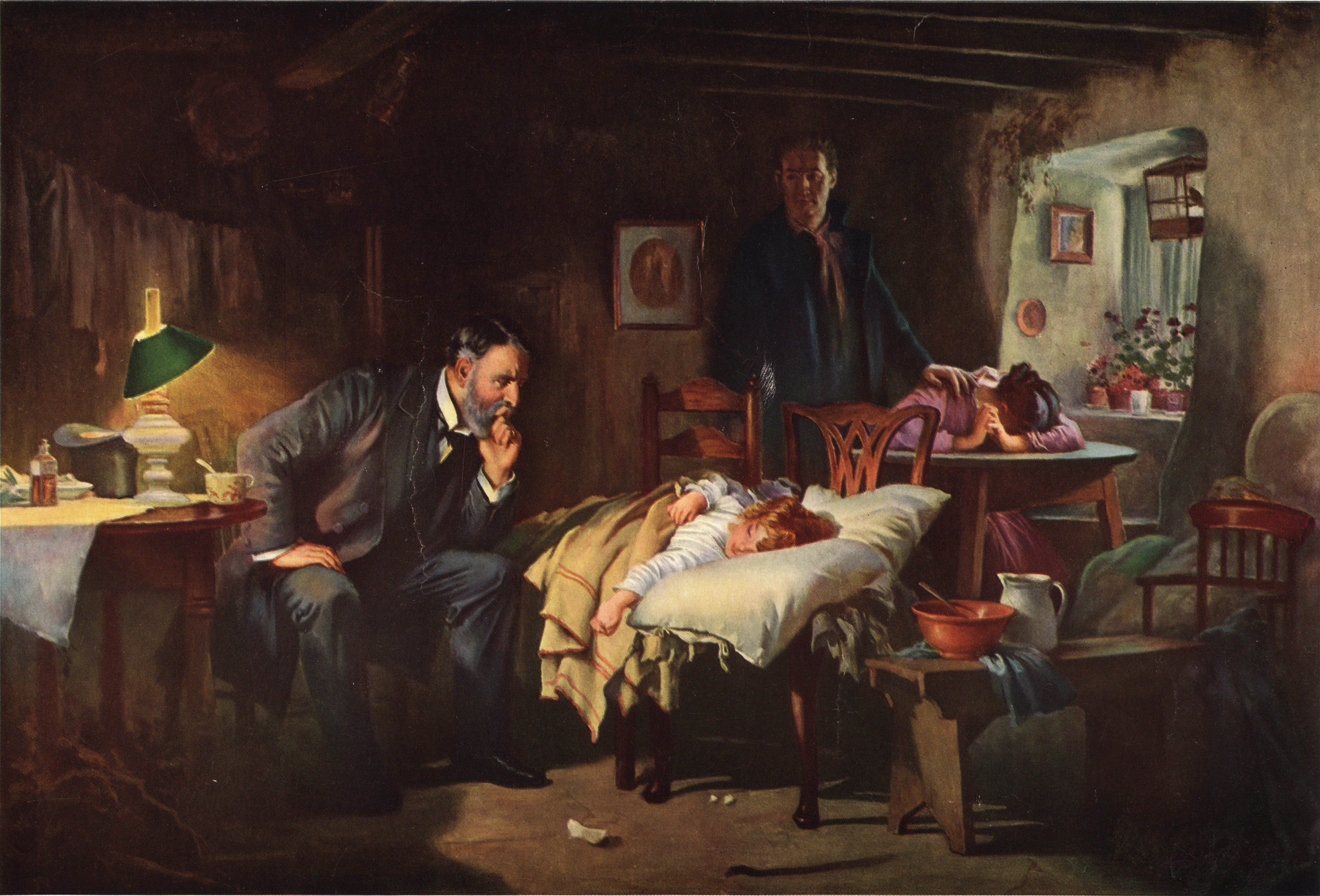
«Доктор», версия Иосифа Томанека, 1933

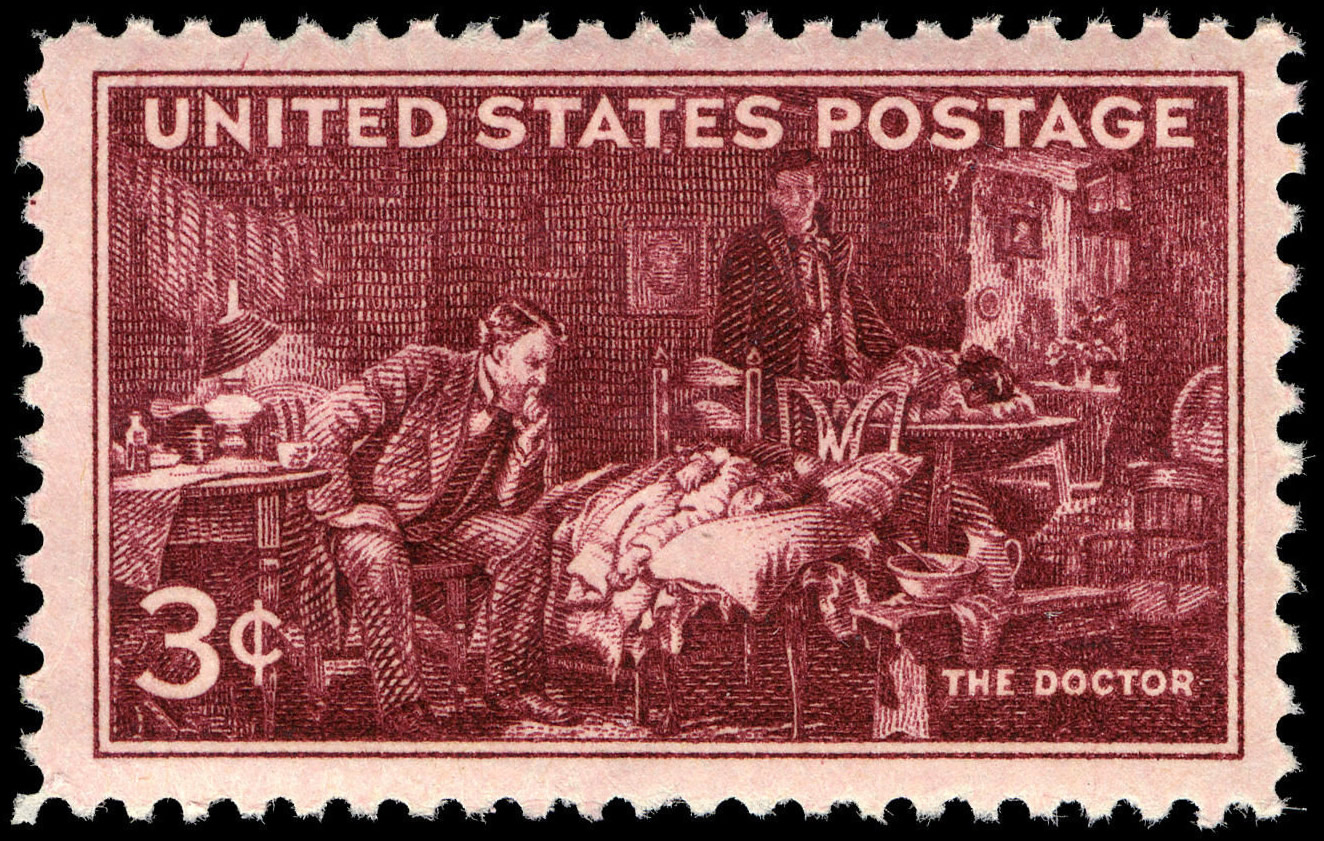
Почтовая марка Соединённых Штатов, выпущенная на столетие Американской медицинской ассоциации, 1947

В 1911 году в журнале «Punch» была опубликована пародия на картину, сатирически комментирующая влияние «Закона о государственном страховании» на врачей. В 1933 году американский художник чешского происхождения Иосиф Томанек нарисовал свою версию «Доктора», немного изменив композицию и цветовую гамму. В 1947 году картина Филдса была воспроизведена на почтовой марке Соединённых Штатов, посвящённой столетию Американской медицинской ассоциации, которая, в свою очередь, использовала картину в 1949 году в своей кампании против национального медицинского страхования, предложенного президентом Гарри Трумэном. Изображение было напечатано на 65 000 плакатов и брошюр с лозунгом «Не лезьте с политикой в эту картину». Считается, что эта кампания способствовала недоверию американцев к национальному медицинскому страхованию. Напротив, в 1998 году британский медицинский журнал The Lancet напечатал репродукцию картины, чтобы отпраздновать 50-летие Национальной службы здравоохранения Великобритании.
В 1951 году картина использовалась в рекламе медицинских препаратов, производимых фармацевтической компанией Wyeth; в ней повторялась история о заказе королевы Виктории, а также добавлялось: «изображённый на картине ребёнок выздоровел, несмотря на несовершенства его скромного дома — это дань гению врача и прогрессу медицинской науки».
С середины 1990-х годов авторитетные медицинские журналы, такие как The Lancet и British Medical Journal, возродили интерес к картине, стимулируя дискуссии о должном поведении врача и его роли в обществе. Обсуждения роли и статуса врача привели к включению гуманитарных наук в учебные программы некоторых медицинских университетов, где эта картина используется в качестве учебного материала.

### Комментарии
1. ↑  англ. «quickest painted of his 'big' pictures».
2. ↑  англ. «to put on record the status of the doctor in our time».
3. ↑  англ. «So his manner is all, and Fildes captures it forever: the furrowed brow; the hand propping the firm bearded chin; the calm, concerned authority».
4. ↑  англ. «iconic».
5. ↑  англ. «Keep Politics Out of this Picture». Игра слов, основанная на английской идиоме «out of the picture» – не при делах, не играющий роли.
6. ↑  англ. «the pictured child recovered despite the inadequacies of her humble home – a tribute to her doctor's genius and to the progress of medical science».